# Vilar de Ossos
Vilar de Ossos é uma povoação portuguesa sede da Freguesia de Vilar de Ossos do Município de Vinhais, freguesia com 16,35 km² de área e 222 habitantes (censo de 2021), tendo, por isso, uma densidade populacional de 13,6 hab./km².
Localizada no interior do município, a freguesia de Vilar de Ossos tem fronteira a noroeste com a freguesia de Tuizelo, a leste com a freguesia de Travanca, a sueste com a freguesia de Vinhais e a sudoeste com a freguesia de Sobreiró de Baixo.
A freguesia é formada por três aldeias, Vilar de Ossos, Zido e Lagarelhos, num eixo Norte/Sul, sendo que por vezes um bairro afastado de Lagarelhos, de nome Barracão das Latas, ou simplesmente Barracão, é considerado como lugar, possuindo inclusivamente código postal próprio.
As opiniões sobre a origem do topónimo dividem-se, embora a mais credível seja a apresentada por Almeida Fernandes, uma das grandes autoridades portuguesas em questões de toponímia e etimologia. Segundo este estudioso, a palavra ossos está relacionada com a forma arcaica “osso”, sinónimo de “usso” (do latim ursu). Durante o período de estabelecimento de “villar” (século IX — X), esta forma era frequentemente utilizada para designar um local selvagem povoado por ursos.
Uma teoria mais popular defende que, quando o povoado desceu do seu remoto local de nascimento - hoje em dia as terras circundantes do mesmo são conhecidas como Casarelhos, ao se estabelecer no vale onde hoje se encontra, ao se escavarem as fundações para as casas, se encontraram muitas ossadas, que seriam o resultado de uma longínqua batalha entre Cristãos e Mouros no século IX, quando a Reconquista Cristã ainda não tinha segurado as terras do Ermamento nos confins de Portucale. Daí uma explicação mais simplista para o nome Ossos.
Mas, este autor expõe outras teses relativas à toponímica da freguesia. Assim, na sua perspectiva, Zido alude ao antigo nome Uzido - outros autores referem Izindo ou Izidro (até há pouco tempo havia quem chamasse a essa aldeia Zidro), cuja origem e sentido permanecem uma incógnita. Lagarelhos, por seu turno, possui um diminutivo medieval, o sufixo “elho”, estando associado, este nome, a esculturas rupestres, a locais destinados à trituração de frutos ou a altares pagãos. Este termo mantém também uma forte ligação com a existência, naquele lugar, de lagares romanos.
O orago desta freguesia é São Cipriano, cuja festividade é assinalada todos os anos, no dia 17 de Setembro.

## Demografia
A população registada nos censos foi:
| Distribuição da População por Grupos Etários | Distribuição da População por Grupos Etários | Distribuição da População por Grupos Etários | Distribuição da População por Grupos Etários | Distribuição da População por Grupos Etários |
| -------------------------------------------- | -------------------------------------------- | -------------------------------------------- | -------------------------------------------- | -------------------------------------------- |
| Ano                                          | 0-14 Anos                                    | 15-24 Anos                                   | 25-64 Anos                                   | > 65 Anos                                    |
| 2001                                         | 44                                           | 36                                           | 173                                          | 91                                           |
| 2011                                         | 18                                           | 32                                           | 129                                          | 90                                           |
| 2021                                         | 15                                           | 9                                            | 119                                          | 79                                           |

## Povoado de Vilar de Ossos
A aldeia de Vilar de Ossos é a maior em área de todas as que compõem a freguesia. O seu desenho é feito de bairros dispersos uns dos outros, na maior parte dos quais existe apenas um eixo ao longo do qual o casario de cada bairro se foi concentrando. Não existem nomes de ruas, e o único local identificado por uma placa é o Largo Fernão Pinto Bacelar, em frente ao Solar, onde se realizam as festas do Divino Senhor do Campo e de São Cipriano.
Além deste, estão identificados apenas oralmente os seguintes bairros:
- Cruzeiro
- Várzea - localmente diz-se Barja
- Outeiro
- Couço
- Calvário
- Cancelo
- Fundo de Vila
- Jogo dos Paus - pequeno local, de apenas uma casa
- Barreiro - pequeno local, de apenas uma casa habitada

## Património
Existe em Vilar de Ossos um interessante conjunto arquitectónico definido pelo Solar dos Senhores de Vilar de Ossos (também Condes de Alpendurada e Viscondes de Montalegre) e pela igreja matriz da freguesia. Existe inclusivamente entre o Solar e a igreja uma ligação directa, na forma de uma ponte, que alberga uma capela privada com vista sobre o Altar-Mor e sacristia da igreja.
A igreja matriz, construída em 1699, é de estilo barroco, sendo o retábulo ricamente trabalhado e pintado a ouro. Veio substituir uma anterior destruída depois de sofrer um incêndio, após o qual os Senhores de Vilar de Ossos prometeram ajudar à edificação de uma nova igreja. Sobre o Altar-Mor, as tábuas do tecto foram pintadas com a representação de São Cipriano, padroeiro da aldeia de Vilar de Ossos. Aquando das maiores obras de restauro que sofreu, o ancestral soalho foi removido, e o chão por baixo deste escavado, do qual se extraíram as ossadas das pessoas que até meados do século XIX eram enterradas dentro das igrejas. A Lei que aboliu esta medida deu por exemplo azo à Revolta da Maria da Fonte, no Minho. No restauro do reboco das paredes, foi também (re)descoberto por cima da câmara baptismal um crânio com uma abertura na nuca, supostamente para inserir moedas para esmolas, bem como um instrumento de metal, com dentes retorcidos, supostamente para levantar as tábuas do soalho aquando do enterro de alguém dentro da igreja.
Em Vilar de Ossos existe ainda a capela do Divino Senhor do Campo, à volta da qual se situa o cemitério antigo da aldeia, no Bairro da Várzea.
No termo da freguesia de Vilar de Ossos com a de Sobreiró de Baixo, no Monte da Santa Luzia, ergue-se a Fraga da Moura, na qual existe a lenda de se ouvir um tear a funcionar na noite de São João. Mais abaixo, no generoso planalto que se esprai entre a aldeia de Zido e os Montes da Santa Luzia e Monte Calvo, existe uma fraga com uma marca em forma de pegada de bovino. Diz-se que dali, alguém tirou em tempos, comandado por uma revelação em sonho, um bezerro de ouro de dentro da fraga.
Em Lagarelhos criou raízes um fenómeno de longevidade: um castanheiro milenar (castanea sativa miller), localmente conhecido pela Castanheira.

## Personalidades
Vilar de Ossos foi local de nascimento de D. Manuel Pinto de Morais Bacelar, a 4 de Novembro de 1742 (morreu em Lamego em 1 de Maio de 1816). Seguiu como o seu pai, Lázaro Pinto de Morais Bacelar, Senhor de Vilar de Ossos, a carreira militar. Veio a organizar por sua conta e risco uma Companhia de Cavalaria, esforço recompensado com o posto de Capitão. Retirou-se da vida militar por algum tempo, já com o posto de General de Brigada, após a sua passagem pela Guerra com Espanha no começo do século XIX, sendo um dos responsáveis por coordenar as tropas na zona de Chaves.
Aquando da invasão de Junot, que atirou Portugal para a Guerra Peninsular, no caso português mais conhecido como Invasões Napoleónicas, é nomeado Comandante de Armas da Beira. Pela sua contribuição incansável na defesa de Portugal, foi agraciado a 17 de Dezembro de 1811 com o título de 1º Visconde de Montalegre.
Da freguesia, mais concretamente da aldeia de Lagarelhos, é natural Armando Vara, ligado à política nos Governos de António Guterres, e que foi administrador bancário.
A Lagarelhos está também ligado Manuel dos Reis da Silva Buíça, um dos regicidas do Rei D. Carlos I e do Príncipe Real D. Luís Filipe, em Lisboa em 1908. Era descendente de gentes desta aldeia, sendo no entanto natural da freguesia de Bouçoães no vizinho município de Valpaços.
A Lagarelhos está também ligado (por casamento) Antero Henrique, ex-dirigente do Futebol Clube do Porto.